# Park-šuma
Park-šuma je dio prirode koji je od državnog interesa i ima osobitu državnu zaštitu. Ova šuma može biti prirodna ili sađena šuma. Veće je krajobrazne vrijednosti. Namijenjena je odmoru i rekreaciji. Unutar park-šume smije se raditi samo one djelatnosti čija je svrha njeno održavanje ili uređenje. U Hrvatskoj park-šumu proglašava županijska skupština ili Gradska skupština Grada Zagreba uz prethodno pribavljenu suglasnost Ministarstva, ili u određenim uvjetima Hrvatski sabor.
U Hrvatskoj je jedna od devet vrsta zaštićenih područja u Hrvatskoj. Namjena mu je očuvanje prirodne ili sađene šume veće krajobrazne vrijednosti, odmor i rekreacija. Razina upravljanja je županijska, općinska i gradska. Proglašava ga predstavničko tijelo nadležne jedinice područne (regionalne) samouprave. U park-šumi dopušteni su zahvati i djelatnosti koje ne narušavaju obilježja zbog kojih je proglašena.
U Republici Hrvatskoj zaštićeno je 27 park-šumâ.